# 어둠의 딸 (1990년 영화)
"어둠의 딸"은 한국에서 제작된 전태식 감독의 1990년 드라마, 멜로/로맨스 영화이다. 이진선 등이 주연으로 출연하였고 박남수 등이 제작에 참여하였다.

## 출연

### 주연
- 이진선
- 이대근

## 기타
- 원작자: 이정규
- 조명: 김기수
- 녹음: 손인호